# Liste des chefs d'État de la Gambie
Cet article présente la liste des chefs d'État de la Gambie depuis l'indépendance du pays en 1965.
De 1965 à 1970, le chef de l'État — en vertu de la Constitution de la Gambie — est la reine de la Gambie, Élisabeth II, qui est également reine du Royaume-Uni et des autres royaumes du Commonwealth. La reine est alors représentée dans le pays par un gouverneur général, parfois considéré comme le chef d'État de facto. Lorsque la Gambie devient une république au sein du Commonwealth à la suite de la promulgation de la Constitution de 1970, le monarque et le gouverneur général sont remplacés par un président de la République, détenteur du pouvoir exécutif, élu au scrutin indirect par l'Assemblée nationale. Depuis la promulgation de la Constitution de 1996, le président est élu pour cinq ans au suffrage universel direct.
L'actuel titulaire est Adama Barrow depuis le 19 janvier 2017, après avoir été élu en 2016 puis réélu en 2021.

## Royaume (1965-1970)

### Reine
L'ordre de succession au trône est le même que l'ordre de succession au trône britannique.
| No | Portrait     | Titulaire                | Règne           | Règne         | Règne                    | Dynastie |
| No | Portrait     | Titulaire                | Début           | Fin           | Durée                    | Dynastie |
| -- | ------------ | ------------------------ | --------------- | ------------- | ------------------------ | -------- |
| 1  | Élisabeth II | Élisabeth II (1926-2022) | 18 février 1965 | 24 avril 1970 | 5 ans, 2 mois et 6 jours | Windsor  |

### Gouverneur général
Le gouverneur général est le représentant du monarque de Gambie et exerce la plupart des pouvoirs du souverain. Le gouverneur général est nommé pour un mandat indéfini, servant à la discrétion du monarque. Après le passage au Statut de Westminster de 1931, le gouverneur général doit toujours être nommé uniquement sur l'avis du Cabinet de la Gambie sans la participation du gouvernement britannique. En cas de vacance, le juge en chef sert d'officier administrant le gouvernement.
| No | Portrait               | Titulaire                                | Mandat          | Mandat         | Mandat                    | Monarque     |
| No | Portrait               | Titulaire                                | Début           | Fin            | Durée                     | Monarque     |
| -- | ---------------------- | ---------------------------------------- | --------------- | -------------- | ------------------------- | ------------ |
| 1  | Sir John Paul          | Sir John Warburton Paul (en) (1916-2004) | 18 février 1965 | 9 février 1966 | 11 mois et 22 jours       | Élisabeth II |
| 2  | Sir Farimang Singhateh | Sir Farimang Singhateh (en) (1912-1977)  | 9 février 1966  | 24 avril 1970  | 4 ans, 2 mois et 15 jours | Élisabeth II |

## République (depuis 1970)
| No                               | Portrait                        | Titulaire                       | Élection                        | Mandat                          | Mandat                          | Mandat                          | Parti politique                 | Parti politique                 | Notes |
| No                               | Portrait                        | Titulaire                       | Élection                        | Début                           | Fin                             | Durée                           | Parti politique                 | Parti politique                 | Notes |
| Première République (1970-1994)  | Première République (1970-1994) | Première République (1970-1994) | Première République (1970-1994) | Première République (1970-1994) | Première République (1970-1994) | Première République (1970-1994) | Première République (1970-1994) | Première République (1970-1994) | Première République (1970-1994) |
| -------------------------------- | ------------------------------- | ------------------------------- | ------------------------------- | ------------------------------- | ------------------------------- | ------------------------------- | ------------------------------- | ------------------------------- | --- |
| 1                                | Dawda Jawara                    | Sir Dawda Jawara (1924-2019)    | 1972 1977 1982 1987 1992        | 24 avril 1970                   | 22 juillet 1994                 | 24 ans, 2 mois et 28 jours      |                                 | PPP                             | Premier président de la République, il est déposé par un coup d'État. |
| Régime militaire (1994-1996)     |                                 |                                 |                                 |                                 |                                 |                                 |                                 |                                 | |
| —                                | Yahya Jammeh                    | Yahya Jammeh (né en 1965)       | Coup d'État                     | 22 juillet 1994                 | 6 novembre 1996                 | 2 ans, 3 mois et 15 jours       |                                 | Militaire                       | Président du Conseil provisoire de gouvernement des forces armées jusqu'au 28 septembre 1996 puis chef de l'État. |
| Seconde République (depuis 1996) |                                 |                                 |                                 |                                 |                                 |                                 |                                 |                                 | |
| 2                                | Yahya Jammeh                    | Yahya Jammeh (né en 1965)       | 1996 2001 2006 2011             | 6 novembre 1996                 | 19 janvier 2017                 | 20 ans, 2 mois et 13 jours      |                                 | APRC                            | Devient le 2e président de la République à l'issue de l'élection présidentielle de 1996. Battu lors de l'élection présidentielle du 1er décembre 2016, il refuse dans un premier temps de céder le pouvoir, puis, à la suite de l'opération Restaurer la démocratie par le Sénégal, accepte de quitter le pouvoir le 21 janvier 2017. |
| 3                                | Adama Barrow                    | Adama Barrow (né en 1965)       | 2016 2021                       | 19 janvier 2017                 | en cours                        | 8 ans, 1 mois et 17 jours       |                                 | Indépendant (2017-2019)         | Le 19 janvier 2017, alors que son prédécesseur refuse toujours de lui céder le pouvoir, il prête serment en exil au Sénégal. Le 18 février 2017, il prête de nouveau serment, cette fois sur le sol gambien. |
| 3                                | Adama Barrow                    | Adama Barrow (né en 1965)       | 2016 2021                       | 19 janvier 2017                 | en cours                        | 8 ans, 1 mois et 17 jours       | NPP (depuis 2019)               |                                 | Le 19 janvier 2017, alors que son prédécesseur refuse toujours de lui céder le pouvoir, il prête serment en exil au Sénégal. Le 18 février 2017, il prête de nouveau serment, cette fois sur le sol gambien. |